# Ternstroemia subcaudata
Ternstroemia subcaudata är en tvåhjärtbladig växtart som beskrevs av Clarence Emmeren Kobuski. Ternstroemia subcaudata ingår i släktet Ternstroemia och familjen Pentaphylacaceae. Inga underarter finns listade i Catalogue of Life.